# Týřov (národní přírodní rezervace)
Týřov je národní přírodní rezervace vyhlášená roku 1984 sloučením dvou původních přírodních rezervací – Týřovské skály-Oupoř a Týřovské tisy (obě byly vyhlášeny roku 1933). Jedná se o rezervaci prvořadého významu, patřící mezi nejcennější a nejzachovalejší části celé CHKO Křivoklátsko. Název rezervace je odvozen od zříceniny přemyslovského hradu Týřova ze 13. století, který se nachází na ostrohu nad řekou Berounkou.
Pod NPR Týřov patří území pravého údolního svahu Berounky východně od obce Skryje, údolí Oupořského potoka po Broumy a dolní tok Prostředního potoka (severozápadně od Broum). Svou plochou rezervace zasahuje do tří katastrálních území: Broumy, Karlova Ves a Skryje. Celé území je geomorfologicky velmi rozmanité; s různorodými sklonovými poměry, místy se skalními výstupy i balvanitou sutí. Nachází se tu pestrý soubor lesních stanovišť, druhově nejbohatší jsou však bezlesá společenstva pleší. Charakteristikou, která utváří výjimečné podmínky a rozličná stanoviště, je především členitost terénu. Fauna i flora jsou velmi bohaté.

## Historie

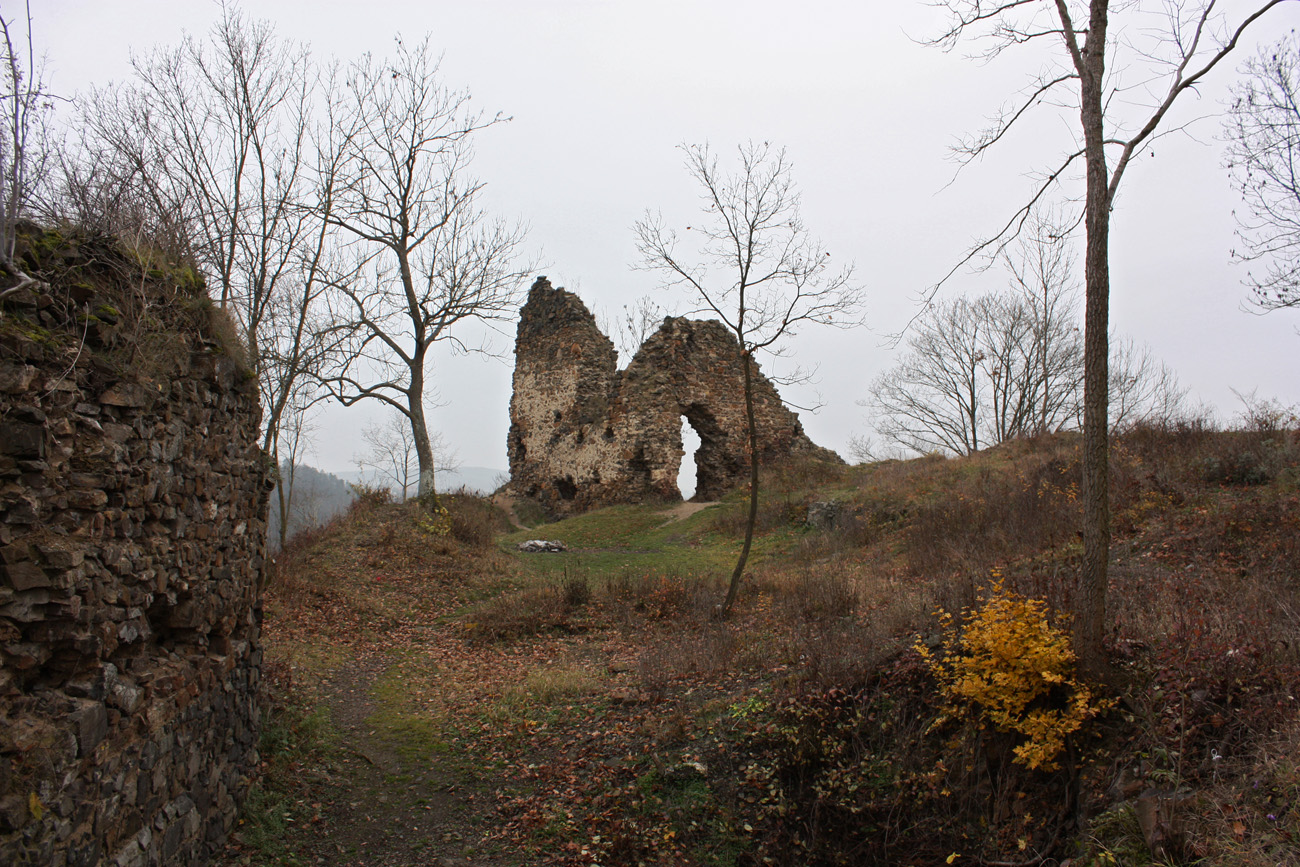
Pohled na královský palác v nejvýchodnější části hradu

Na území jsou kromě přírodních zajímavostí i pozůstatky po vlivu lidské činnosti. Je zde možné nalézt zbytky několika milířišť a především zříceninu hradu Týřov.

## Přírodní podmínky
Předmětem ochrany je značná biodiverzita způsobená velkou diverzitou stanovišť. Příkré srázy kaňonu Berounky a jejích přítoků vytvářejí značný gradient prostředí, tzn. že se na malé ploše vyskytuje celá řada biotopů.
Údolí potoků jsou chladná a vlhká, kdežto svahy a temena kopců jsou teplejší a sušší. V nejvyšších partiích orientovaných na jih a jihozápad se nachází tzv. pleše. Pleše jsou přirozená bezlesí s roztroušenými zakrslými duby, která zaručují ideální podmínky pro výskyt teplomilných a stepních druhů. Vznikají na jihovýchodních návětrných stranách kopců, které jsou vysoušeny větrem a slunečním zářením, které dokáže půdu rozehřát i nad 50 °C. Po šikmých svazích a kamenitých půdách také snadno stéká voda. V zimě zase vítr odfouká sníh a svah je vystaven působení mrazu. V důsledku toho jsou podmínky pro dřeviny dlouhodobě nepříznivé.

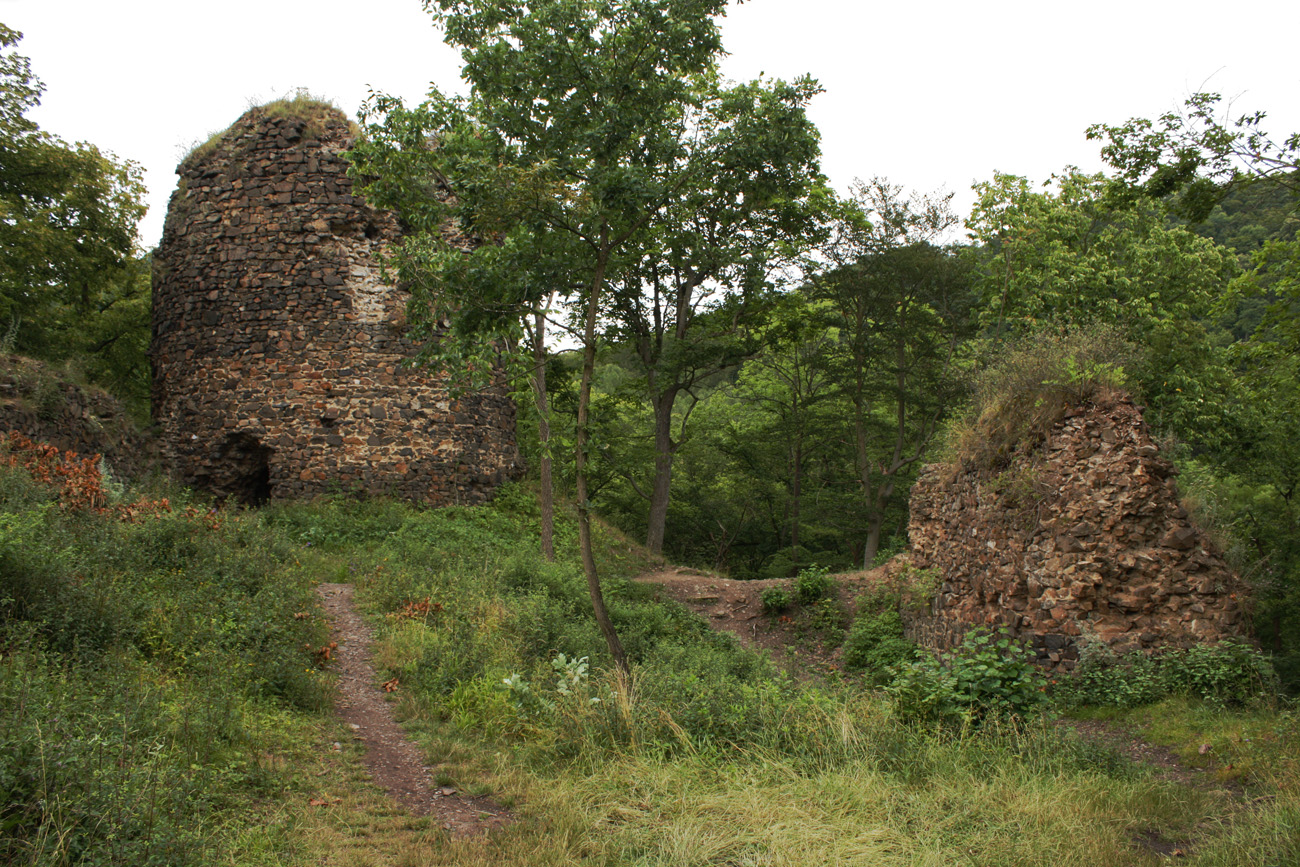
Pohled na horní nádvoří Týřova – vlevo bergfrit, vpravo zbytky obytných budov

Druhová a věková skladba lesních porostů je téměř přirozená a lesy jsou tak vynikajícím útočištěm pro hnízdící ptáky a mnoho dalších živočichů.

### Geologie
Oblast leží na území prvohorních kambrických vulkanitů, které tvoří v rámci Křivoklátsko-Rokycanského pásma Vlasteckou vrchovinu. Podloží tvoří především andezity (v severozápadní části) a ryolity (v jižní až jihovýchodní části), někde ostrůvky dacitů a jejich tufů. Dna údolí vyplňují kvartérní usazeniny, pod Modřovskou skálou se pak vyskytují třetihorní říční štěrkopísky s jíly a železitými konkrecemi.
Půdy jsou povětšinou hnědé lesní půdy s obsahem skeletu (písčité, štěrkovité či kamenité). Na extrémních plochách jsou nevyvinuté půdy či kamenné sutě. Na vrcholech, ve vrcholových partiích a svazích jsou to konkrétně rankery. Podél toků se nacházejí semigleje.

### Flora
Drtivou většinu plochy pokrývají lesy, v nichž čtveřice druhů buk lesní (Fagus sylvatica), dub zimní (Quercus petraea), habr obecný (Carpinus betulus) a jasan ztepilý (Fraxinus excelsior) tvoří přes tři čtvrtiny dřevinné skladby. Rozsáhlý botanický průzkum v oblasti prokázal asi 500 druhů cévnatých rostlin, z nichž je několik zvláště chráněných.
Obecně jsou z hlediska flóry jsou nejcennější pleše.

#### Hlavní jednotky vegetace
| Český název (Latinský název)                                                                 | Zastoupení plochy v % | Výskyt a rozložení                                                                 |
| -------------------------------------------------------------------------------------------- | --------------------- | ---------------------------------------------------------------------------------- |
| Lipová bučina (Tilio cordate – Fagetum)                                                      | 25                    | Plošně rozloženo po téměř celé ploše v 16. segmentech, zj. na vlhčí balvanité půdě |
| Habrová javořina (Aceri – Carpinetum)                                                        | 25                    | Prudké svahy a údolí na celém území                                                |
| Černýšová dubohabřina typická (Melampyro nemorosi – Carpinetum typicum)                      | 11                    | Soustava šesti menších segmentů na svazích                                         |
| Černýšová dubohabřina kostřavová (Melampyro nemorosi- Carpinetum festucetosum heterophyllae) | 10                    | Roztroušeně v sedmi malých segmentech na temenech vrcholů                          |
| Břeková doubrava (Sorbo – Quercetum)                                                         | 8                     | Devatenáct ostrůvků na vrcholech a v jejich okolí                                  |
| Biková bučina (Luzulo – Fagetum)                                                             | 6                     | Menší segmenty roztroušené na mírných svazích a plošinách                          |

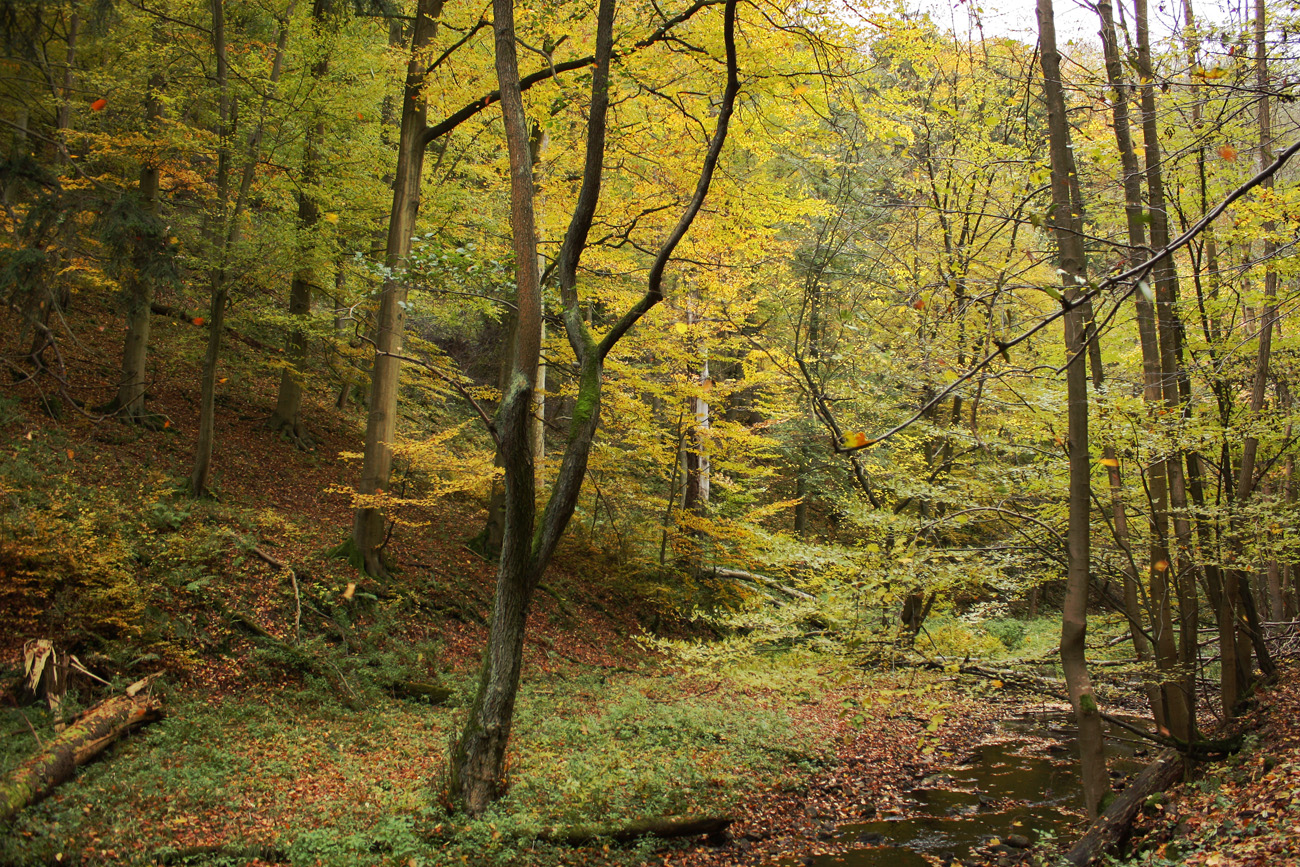
Pralesovité údolí Oupořského potoka

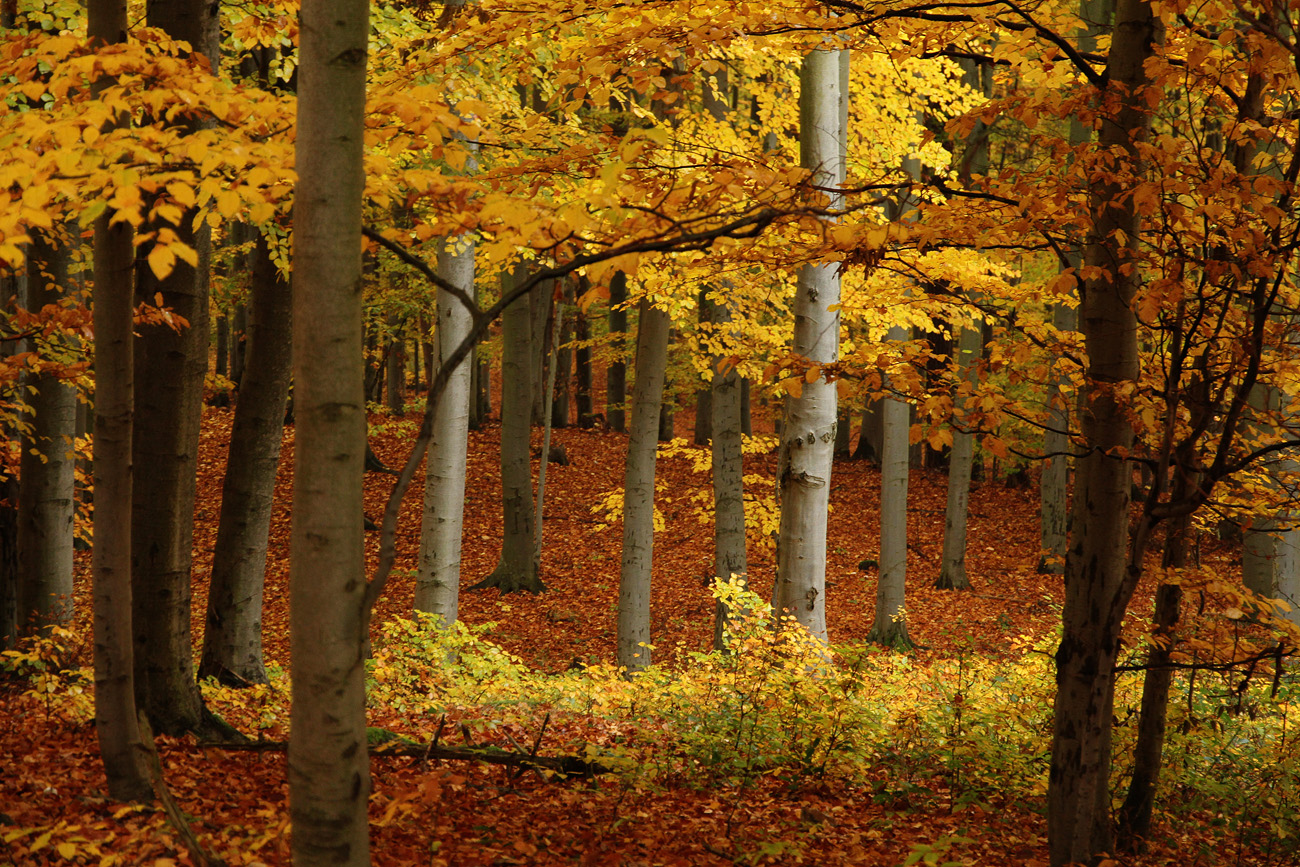
Podzimní les v NPR Týřov

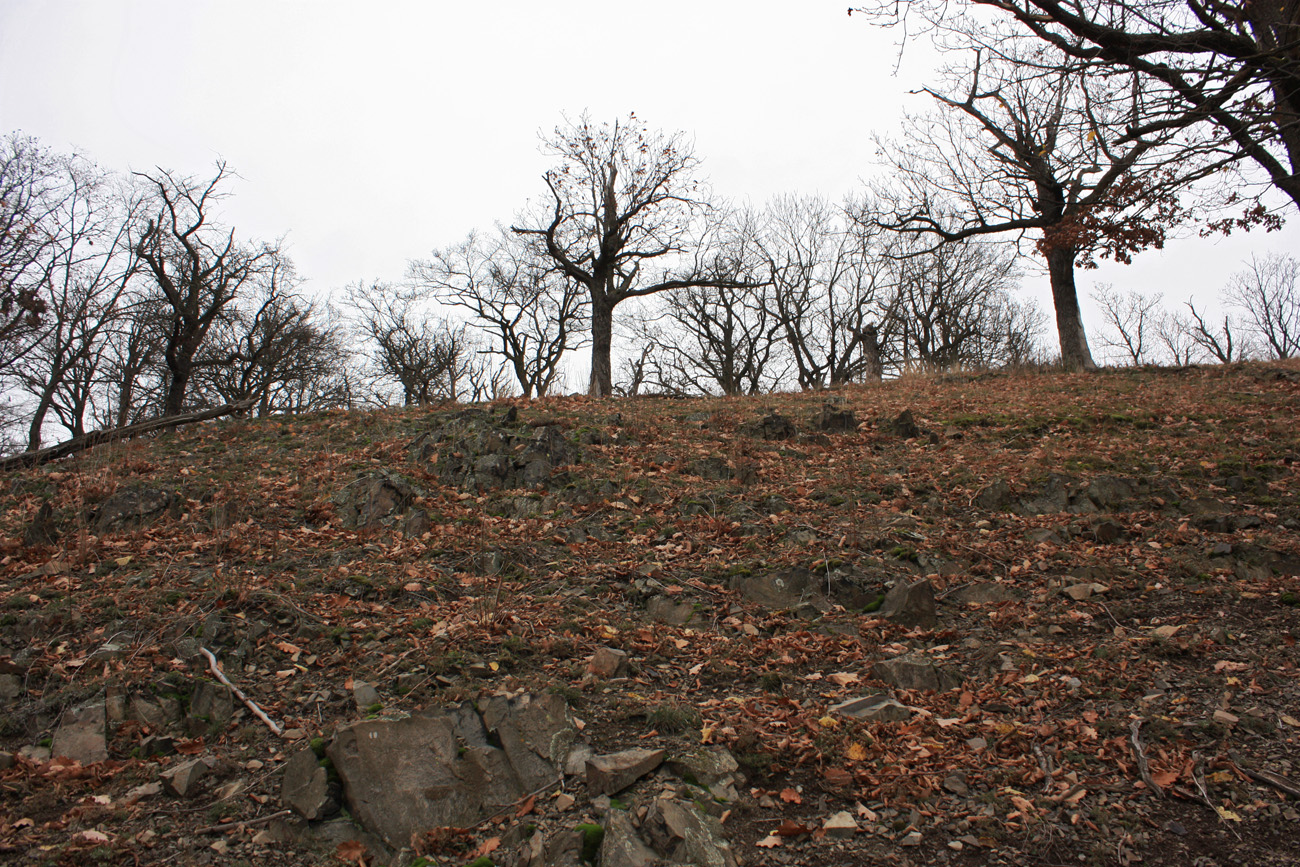
Specifikum Křivoklátska – vrcholová pleš

V omezené míře můžeme nalézt bikovou doubravu, černýšovou dubohabřinu, smolničkovou doubravu, ptačincovou olšinu a tařicová skalní společenstva.
V chladných údolích se setkáme s podhorskými druhy; např. s rozrazilem horským (Veronica montana) a krabilicí chlupatou (Chaerophyllum hirsutum) a ve stinných zákoutích i měsíčnicí vytrvalou (Lunaria rediviva). V nižších polohách dále nalezneme ohroženou lilii zlatohlavou (Lilium martagon), kyčelnici devítilistou (Dentaria enneaphyllos), zvonek broskvolistý (Campanula persicifolia) a pitulník žlutý (Galeobdolon luteum).
Na údolí navazují příkré svahy porostlé habrovou javořinou s mnoha přimísenými druhy stromů. Zejména jde o populaci ohroženého tisu červeného (Taxus baccata). Bylo zde napočítáno na 418 jedinců a jejich počet a rozložení v jednotlivých tloušťkových stupních jsou od roku 1941 relativně ustáleny. (Srovnání s popisem Pravdomila Svobody).

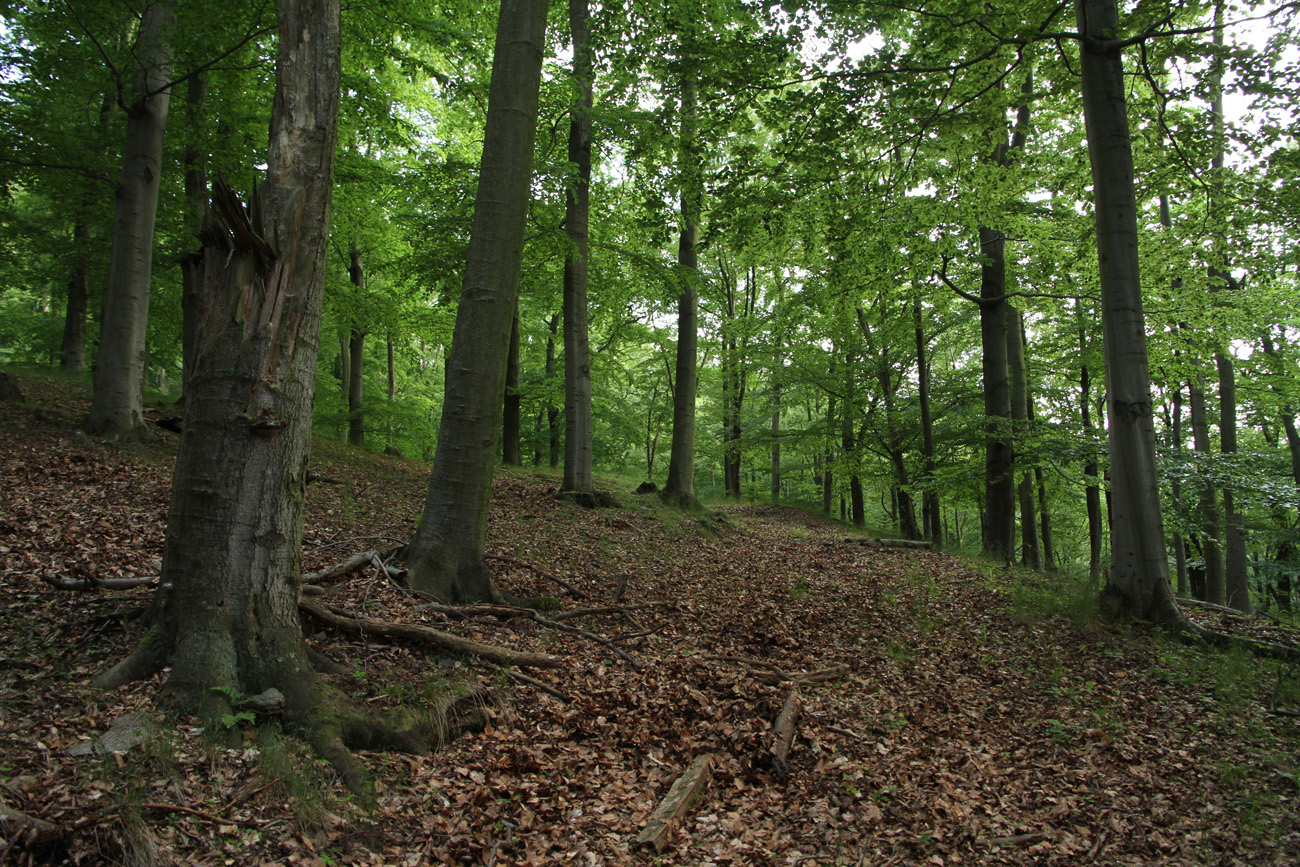
Vzrostlý bukový les s přirozenou věkovou strukturou

Pro mírné svahy a lesnaté hřbety je typická dubohabřina s hájovými druhy rostlin. Nejvyšší vrcholy jsou porostlé tolitou lékařskou (Vincetoxicum hirundinaria) a vzácným jestřábníkem bledým (Hieracium schmidtii).Na pleších se vyskytují kakost krvavý (Geranium sanguineum), bělozářka liliovitá (Anthericum liliago), hvězdnice zlatovlásek (Aster linosyris), kavyl Ivanův (Stipa joannis) a koniklec luční – český (Pulsatila pratensis ssp. bohemica). Ale z důvodů devastace vysokou zvěří se uchycují i nitrofilní plevele. Na skalních výchozech nalezneme tařici skalní (Aurinia sacsatylis), kapradinku skalní (Woodsia ilvensis) a prachovečník bukový (Phleogena fagynea), vzácná je pavučinoporka brvitá (Porothleum fimbriatum). Na vlhčích půdách se přirozeně vyskytují lipové bučiny se zbytky kdysi hojné jedle bělokoré (Ables alba), jejíž populace byla dříve uměle obnovována a teď klesá.
Z chorošů se na Týřově vyskytují rezavec dubomilný (Inonotus dryophillus), lesklokorka jehličnanová (Ganoderma carnosum) a pestřenovec dubový (Buglossoporus quercinus), velmi vzácnou lupenitou houbou je houžovec medvědí (Lentinellus ursinus) a dále břichatka hvězdovka tuhová (Geastrum coronatum).

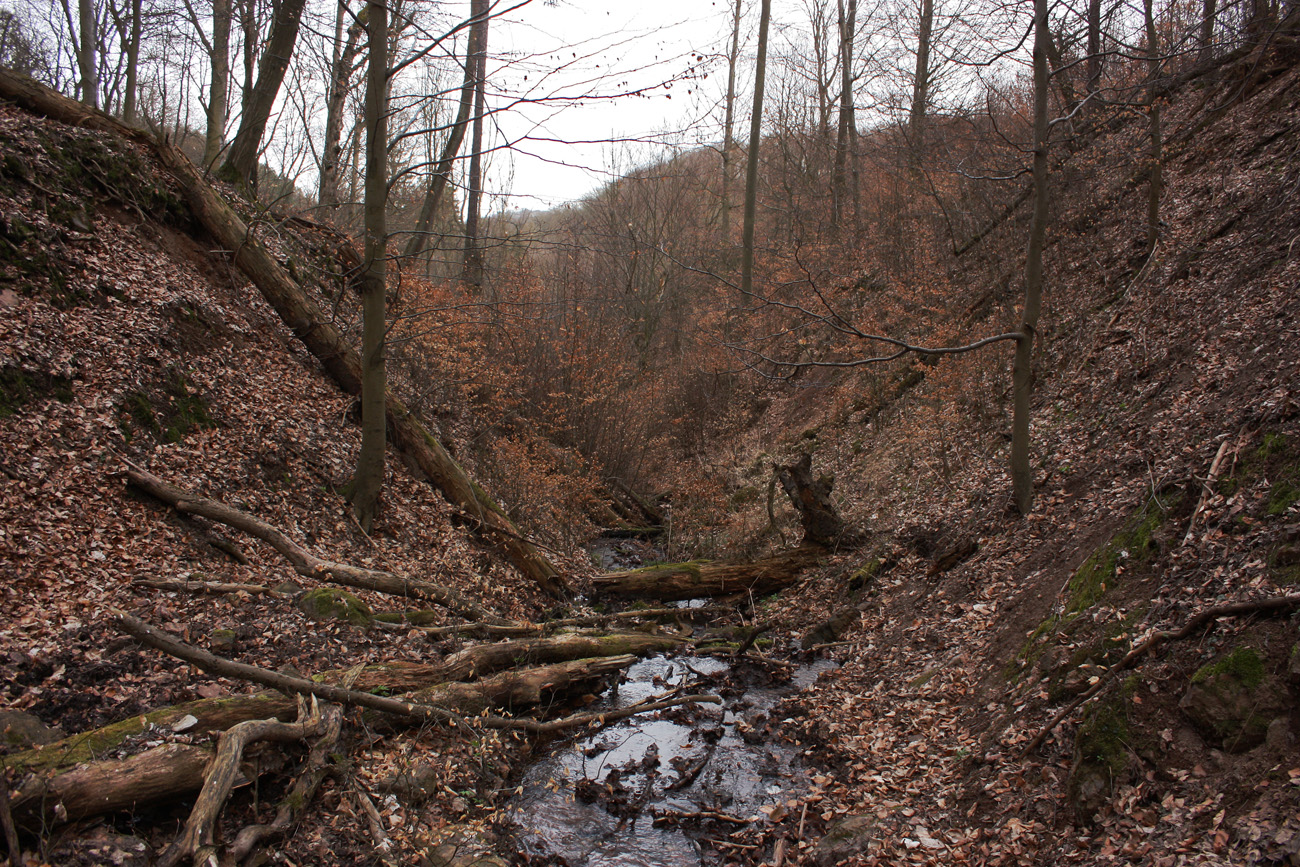
Typický vzhled údolí přítoků Oupořského potoka

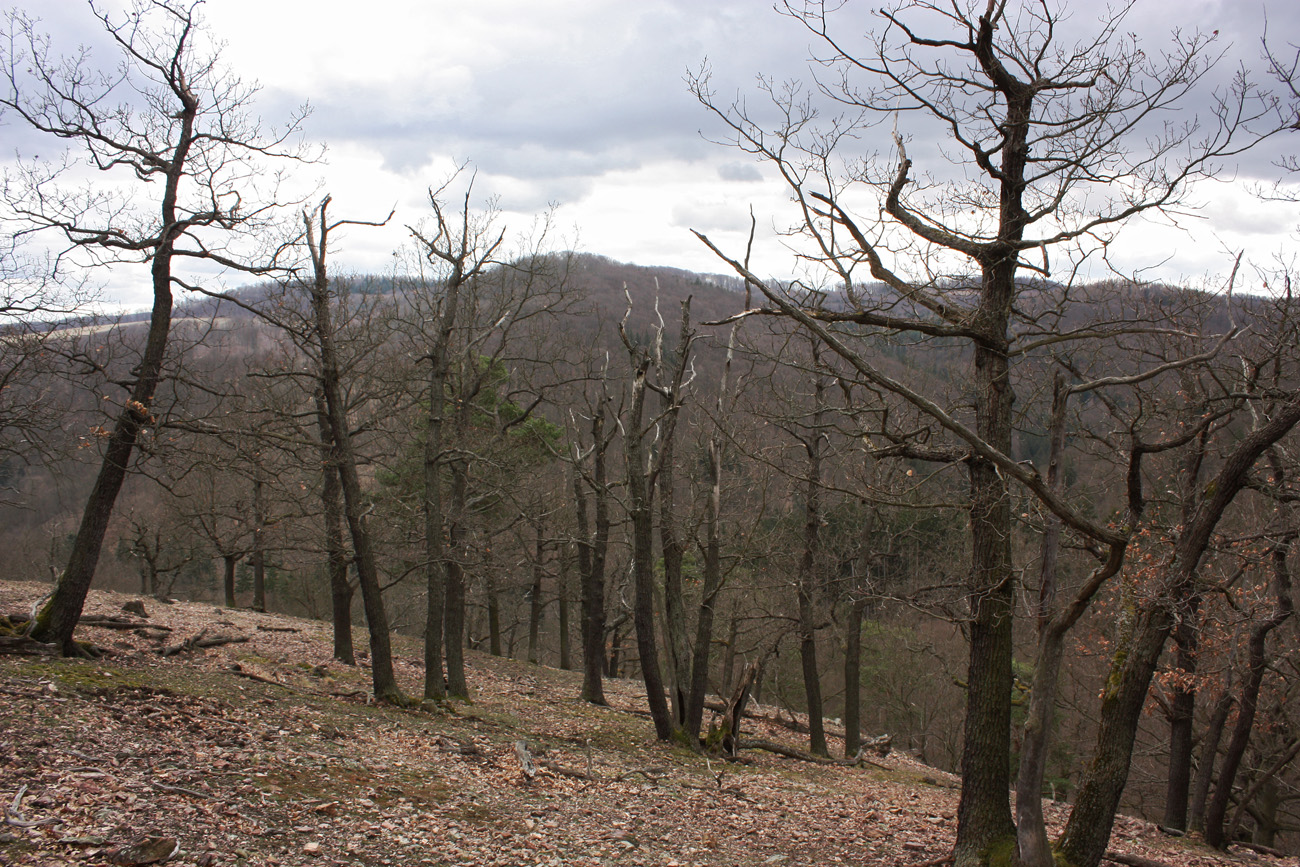
Rozvolněný porost zakrslých dubů na temeni kopce

Společenstva v NPR Týřov jsou ohrožena a ustupují především v důsledku lidské činnosti (obecně změnou skladby společenstva a změnou obhospodařování; výsadbou invazivních dřevin – hl. akátu, vykácení a nahrazení jehličnatou dřevinou apod.). Výsledkem je pak ruderalizace, eutrofizace, ubývání a degradace stanovišť. Vliv mají také sukcesní změny (zejména zarůstání při postupující sukcesi) a devastace zvěří.
Bezprostředně ohrožená a v nebezpečí vymizení jsou společenstva: skal s kapradinkou skalní, kostřavy walliské a koniklece lučního, acidofilní keříčkové společenstvo s bělozářkou liliovitou a vřesem. Ustupující a velice vzácná jsou společenstva: mochny písečné a kostřavy přitvrdlé na mírných skalnatých svazích na silikátových substrátech, smělku tuhého a kavylu Ivanova na stepních stráních, lemové termofilní společenstvo s dobromyslem obecným a tolitou lékařskou, lemové společenstvo s vikví lesní v bukovém stupni, acidofilní teplomilná doubrava zakrslá.
Důležitým společenstvem je také společenstvo s dominantním skalníkem celokrajným, které je prvořadým naturovým biotopem.

#### Výskyt chráněných druhů rostlin
Ohrožené druhy: tařice skalní (Alyssum saxatile), bělozářka liliovitá (Anthericum liliago), hvězdnice zlatovlásek (Aster linosyris), lilie zlatohlávek (Lilium martagon), měsíčnice vytrvalá (Lunaria rediviva), kavyl Ivanův (Stipa joannis).
Silně ohrožené druhy: koniklec luční – načernalý (Pulsatila Pratensis ssp. nigricans), tis červený (Taxus baccata), kapradinka skalní (Woodsia ilvensis).

### Fauna
Celé území je bohaté na bezobratlé živočichy; v lesích je to především xylofágní hmyz a mravenci, na skalních a stepních lokalitách teplomilný hmyz a pavouci. Na jednom ze dvou míst v republice se tu vyskytuje krasec Acmaeodera degener. Vzácně můžeme nalézt zdobence proměnlivého (Gnorimus variabilis) a chrobáka vrubounkovitého (Sisyphus schaefferi). Týřov je jedinou českou lokalitou blýskáčka Meligethes buyssoni. Byl zde potvrzen i nejmenší roháček Česka Aesalus scarabaeoides. Z xylofágního hmyzu jsou tu zejména vzácní tesaříci a kovaříci jako např. kovařík fialový.

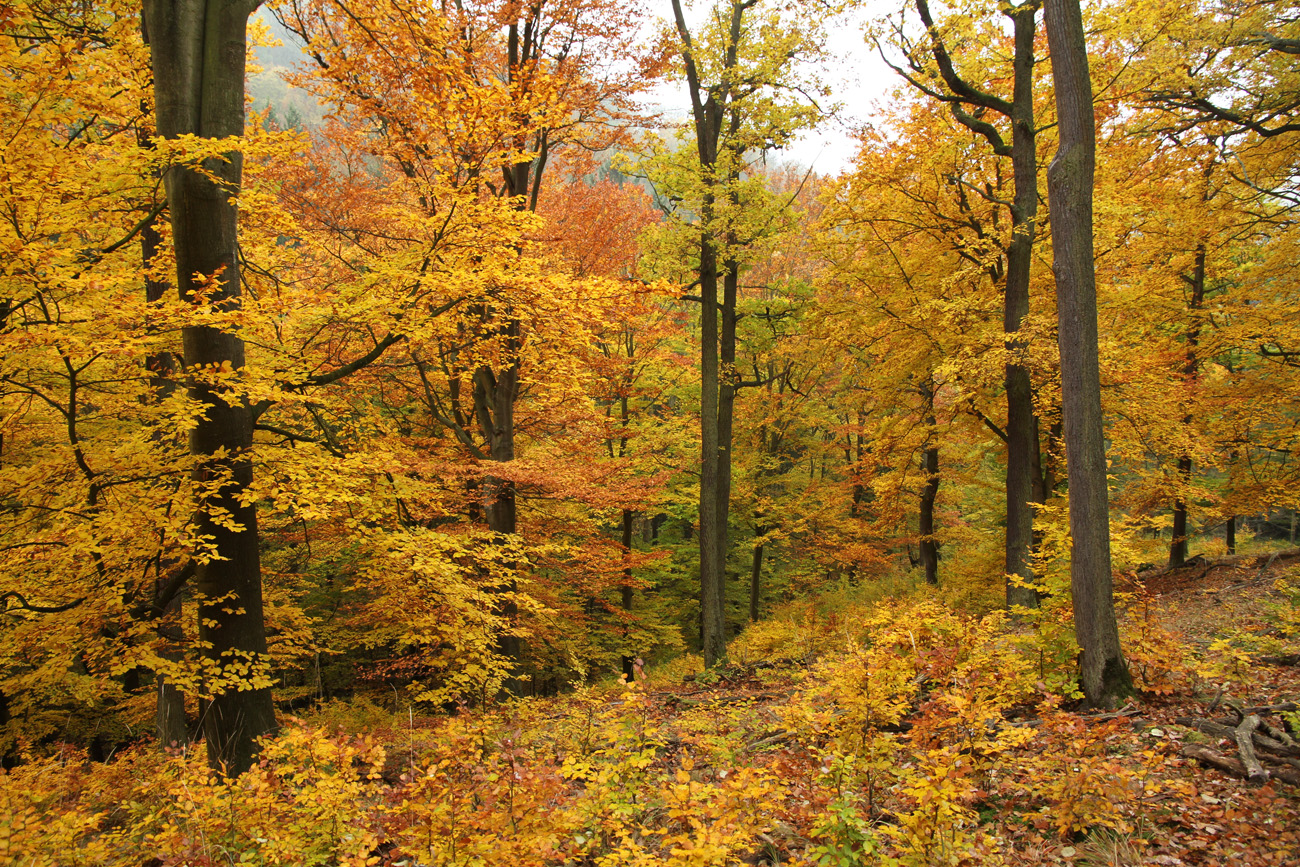
Listnatý les na podzim hraje všemi barvami

V Oupořském potoce je významná populace kriticky ohroženého raka kamenáče (Austropotamobius torrentium). V roce 1981 byla zničena v důsledku otravy, ale následně se samovolně obnovila. V potoce žije dále vranka obecná (Cottus gobio). Na vlhkých místech nalezneme mloka skvrnitého (Salamandra salamandra), čolka horského (Triturus alpestris), čolka obecného (Triturus vulgaris) a kuňku žlutobřichou (Bombina variegata).
Z plazů v Rezervaci najdeme užovku hladkou (Coronella austriaca), užovku podplamatou (Natrix tesselata).
V potoce loví drobný zpěvný pták skorec vodní (Cinclus cinclus) a hlášen byl i ledňáček říční (Alcedo atthys). Okolní lesy jsou hnízdištěm vzácného čápa černého (Ciconia nigra), dutiny obývá krutihlav obecný (Jynx torquilla). Prokázané je hnízdění vzácného pěvce lejska malého (Ficedula parva). Naopak hojný je poslední dobou krkavec velký (Corvus corax), jehož svatební hry a leteckou akrobacii můžeme pozorovat již od února. Z dravců se na území rezervace vyskytuje např. jestřáb lesní (Accipiter gentilis), krahujec obecný (Accipiter nisus), včelojed lesní (Pernis apivorus) a údajně i ostříž lesní (Falco subbuteo). Na skalách hnízdí největší sova výr velký (Bubo bubo).
Zajímavým a vzácným savcem je plšík lískový (Muscardinus avellanarius). V okolí potoka žije hraboš mokřadní (Microtus agrestis) a rozšířil se i invazivní norek americký (Mustela vison). V dutinách se ukrývá netopýr stromový (Nyctalus leisleri).
Hluboké lesy obývají stáda muflonů (Ovis musimon) i jelen evropský (Cervus elaphus).

## Péče o území
Největším problémem rezervace je její využití jako honitby a tím pádem dlouhodobě vysoké stavy spárkaté zvěře. Důsledky jejího vlivu jsou postupný rozpad stepních společenstev kvůli eutrofizaci půdy, zvyšování eroze a okusování stromů, které zhoršuje přirozenou obnovu. Už roku 1990 byla uzavřena dohoda na eliminaci mufloní zvěře a snížení jelení zvěře na 80 jedinců. Vytyčeného cíle nebylo nikdy dosaženo, i když celkové stavy se snížily a tím i tlak na prostředí. V poslední době se množí spárkatá zvěř, která ničí osivo buku a dubu, porosty kvůli tomu nemohou zmlazovat. Celkově se snížila diverzita stanovišť a některá společenstva jsou velmi ohrožená. Nutností je intenzivní lov za účelem dalšího snížení stavů zvěře, velmi žádoucí je také zamezit přikrmování.
Cílem péče o les je směřování k přírodě blízkému stavu. Zásahy jsou vzácné, většinou jde o stavbu oplocení kolem mladých semenáčků, jejich výsadba a odstraňování lokálně se vyskytujících smrčin. V listnatých porostech je snaha o podporu věkově rozrůzněného lesa. Záhodné je také monitorovat výskyt a vliv norka amerického a lidskou činnost, zejména zemědělství a nakládání s odpadem v pramenných oblastech Oupořského potoka a jeho přítoků.

### Natura 2000
Podle Natura 2000 jsou prioritními biotopy údolní jasanovo-olšové luhy (nejzachovalejší prochází většinou rezervace a nachází se na Oupořském potoce) a Suťové lesy (nejcennější je ve stráních Oupořského údolí a hostí společenstvo zmíněného tisu červeného). Dalšími Natura 2000 významnými biotopy jsou Hercynské dubohabřiny. Ty často přecházejí k tzv. květnatým bučinám, které jsou spolu s acidofilními bučinami nejčastějšími biotopy Týřova. Na pleších Týřovických najdeme Skalní vegetace s kostřavou sivou, které jsou jedním z důležitých nelesních biotopů. Dalším je například Štěrbinová vegetace silikátových skal a drolin rostoucí na ostrožnách.

## Galerie

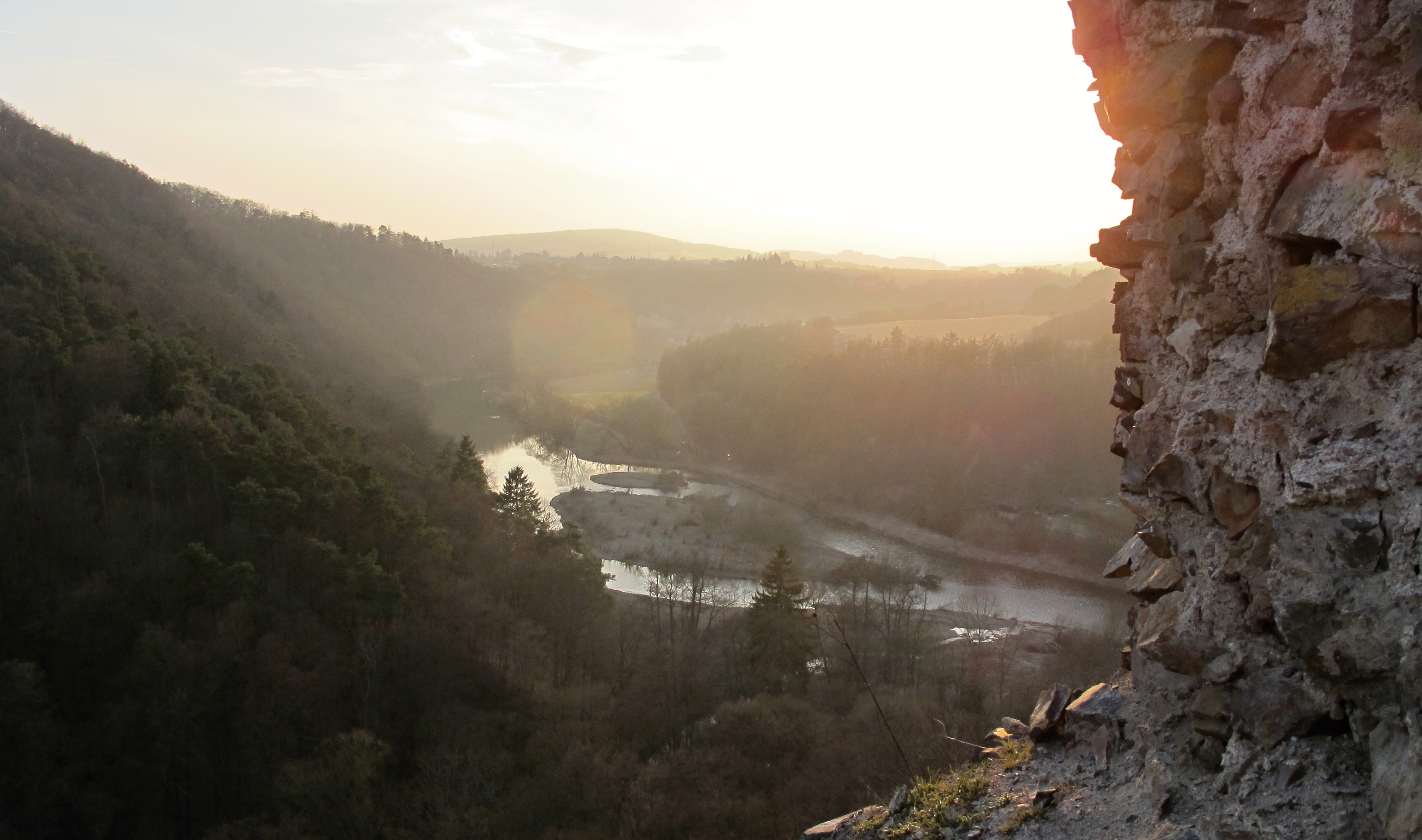
Pohled na Berounku z hradu Týřov
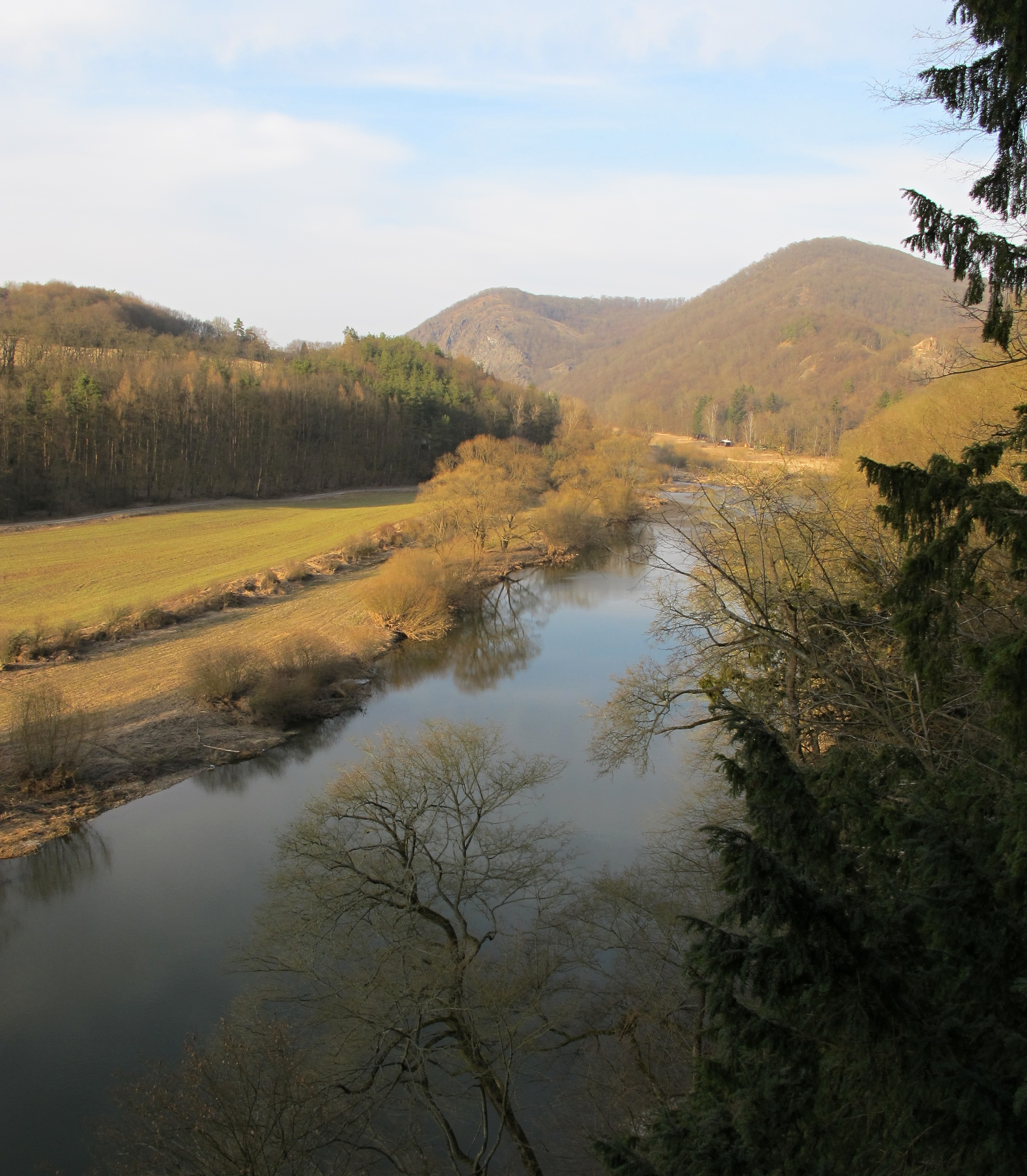
NPR Týřov
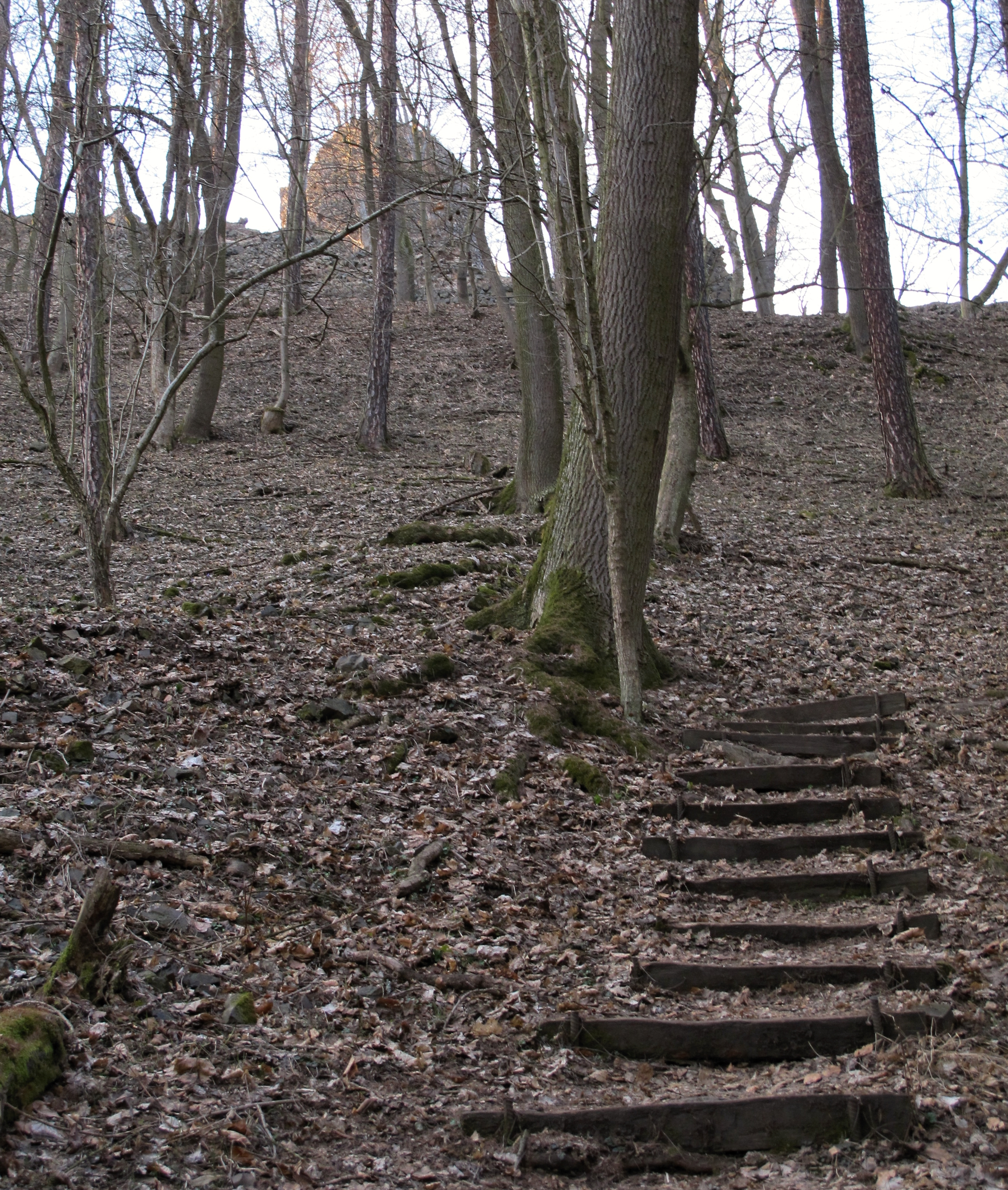
Schody ke hradu Týřov
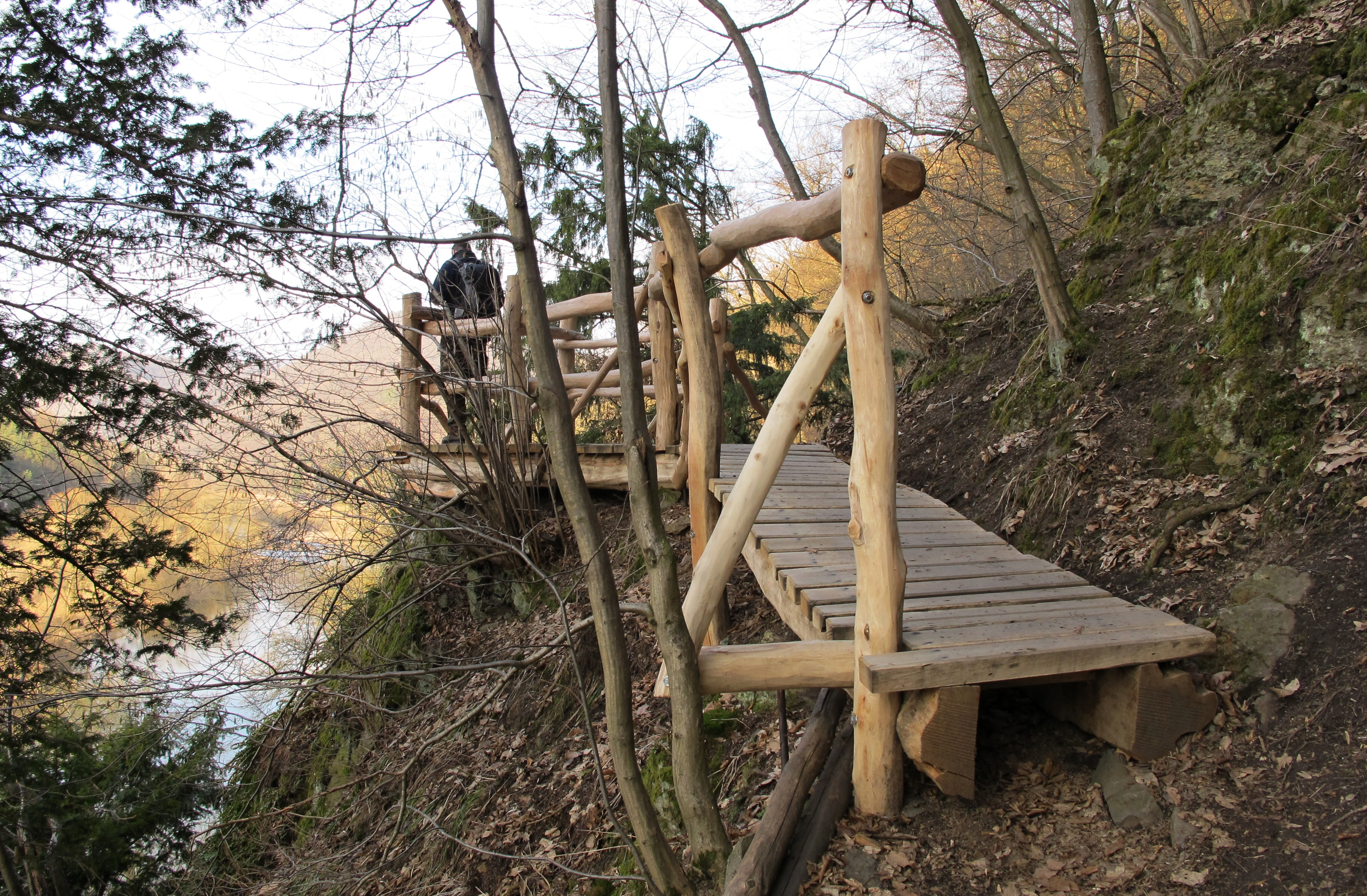
Nová vyhlídka na trase k Týřovu
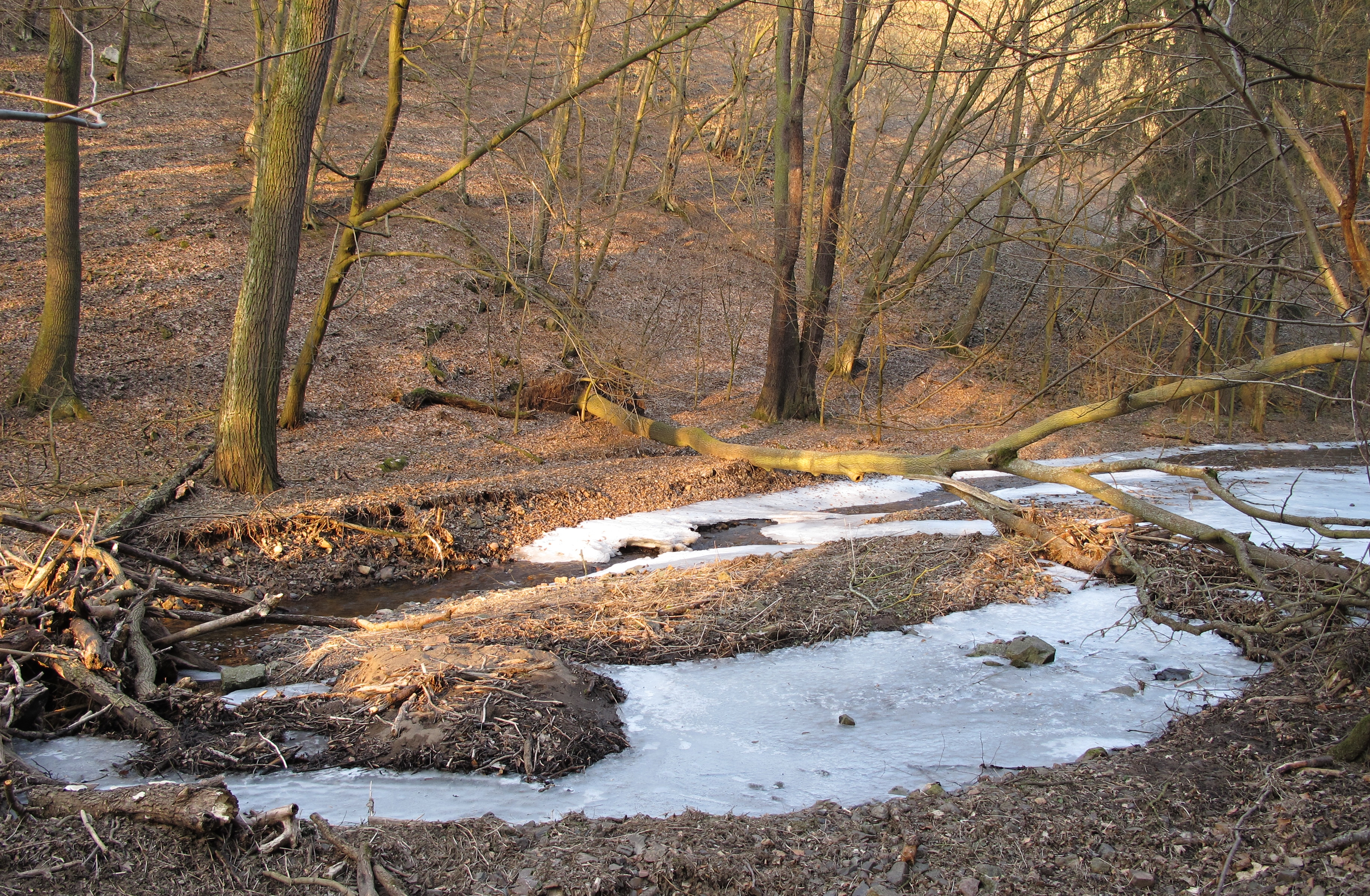
Oupořský potok nedaleko soutoku s Berounkou
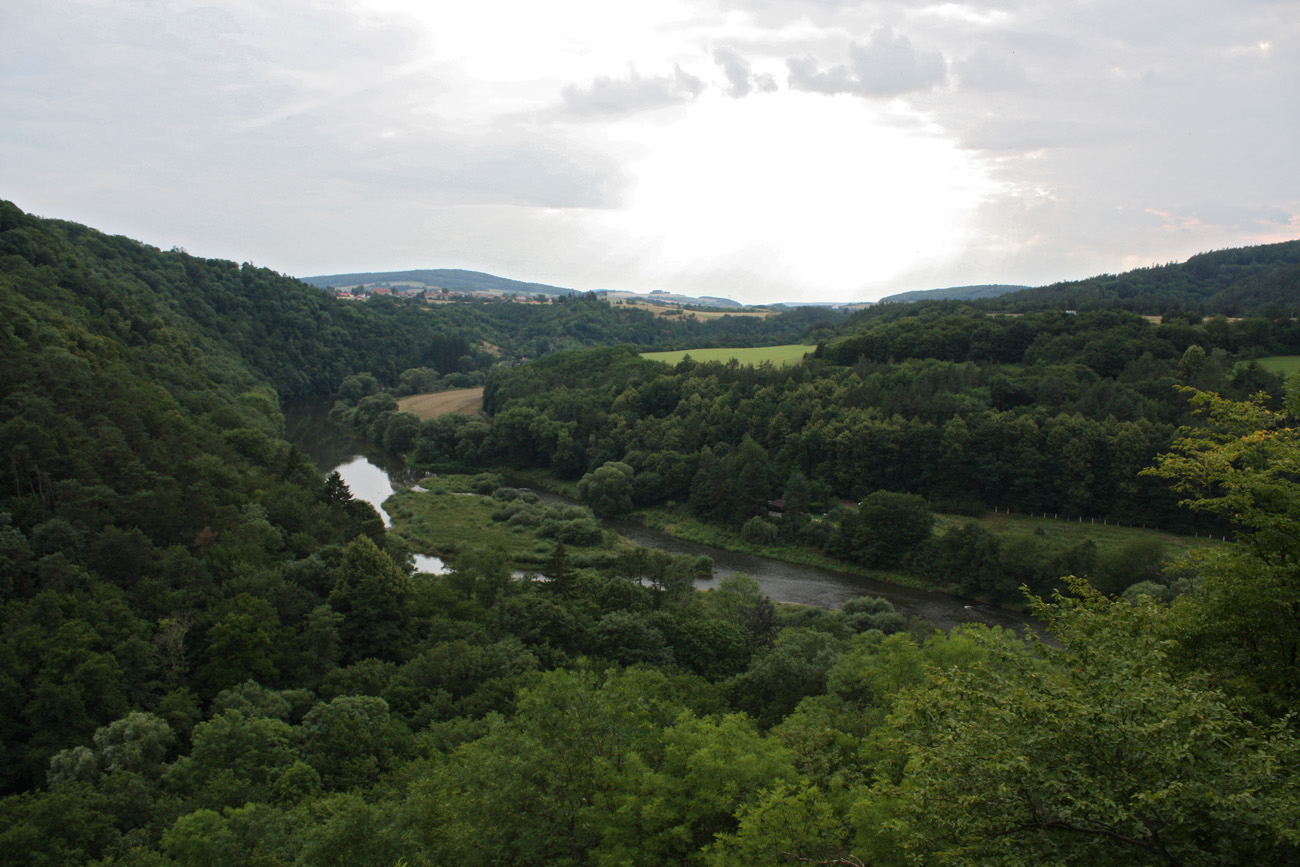
Pohled z hradu Týřov na údolí řeky Berounky
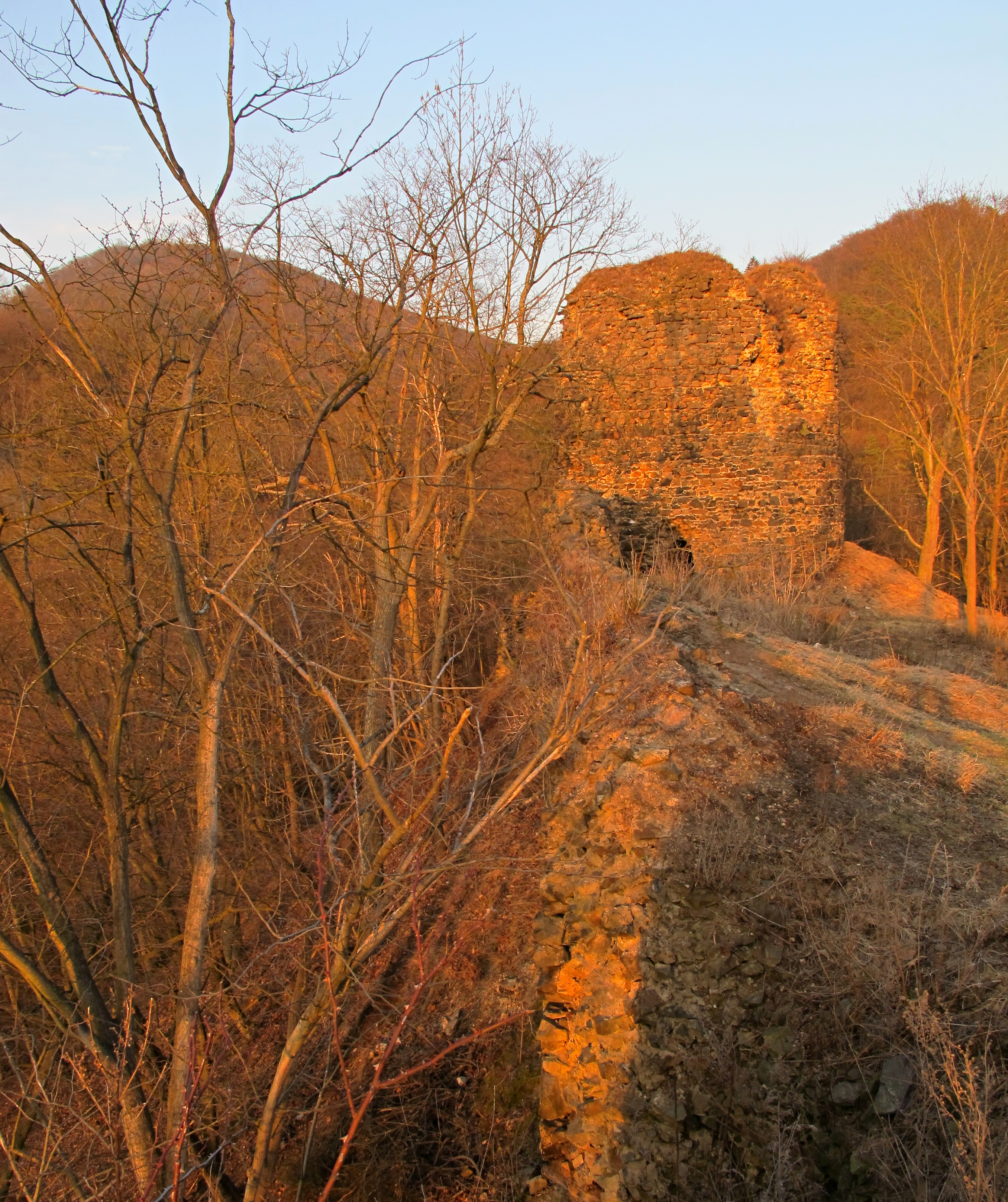
Hrad Týřov
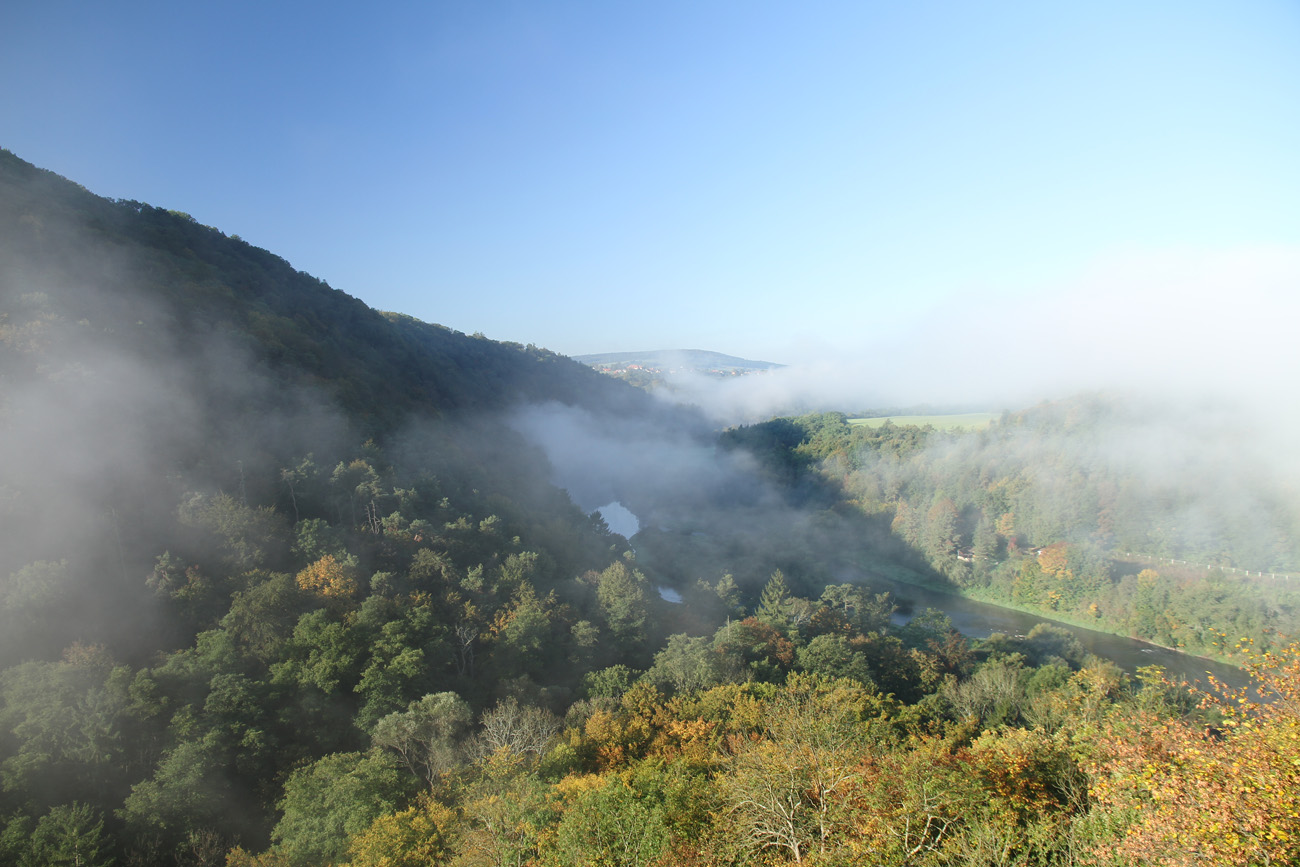
Pohled na NPR Týřov